# Джон Рембо
Джон Джеймс Рембо (англ. Joseph John James Rambo; нар. 6 липня 1947) — вигаданий персонаж, герой серії фільмів «Рембо». Уперше з'явився 1972 року в романі «Перша кров» Девіда Моррелла, але пізніше став більш відомий як головний герой серії фільмів, в яких його грав Сільвестер Сталлоне. Зображення персонажа заробило Сталлоне широке визнання. Персонаж був номінований до списку 100 найкращих героїв і лиходіїв за версією AFI. Слово «Рембо» зазвичай використовується для опису людини, яка нерозважливо ігнорує накази, використовує насильство, щоб розв'язувати проблеми, входить у небезпечні ситуації сам-один і є виключно жорстким і агресивним.

## Вигадана біографія
Згідно з першим фільмом «Рембо: Перша кров», повне ім'я Рембо — Джон Рембо. Він народився 6 липня 1947 року в Бові, штат Аризона, у родині італоамериканця (чиє ім'я, згідно з останнім фільмом, імовірно, було Р. Рембо) та Мари Драго, навахо за походженням. Проте в «Рембо: Перша кров, частина II», маршал Мердок стверджує, що Рембо — індіанського та німецького походження. Рембо зарахований до армії США у віці 17 років 6 серпня 1964 року, хоча в «Рембо IV» він заявляє, що його «зарахували до В'єтнаму». Після закінчення Дрейгфордського навчального центру в 1965 році його військова служба почалася в січні 1966 року. Рембо був направлений у Південний В'єтнам у вересні 1966 року. Повернувся до США в 1967 році і почав навчання у силах спеціальних операцій армії США («зелені берети») на військовій базі Форт-Брегг, штат Північна Кароліна, під керівництвом полковника Траутмена.
Наприкінці 1969 р. Рембо був знову направлений у В'єтнам як член бригади SOG в складі розвідувального підрозділу «зелених беретів» — кодова назва «команда „Бейкер“» — під командуванням полковника Траутмена. Команда складалася з восьми осіб. Іншими відомими учасниками були Делмор Баррі (афроамериканський оперативник, який швидко став найкращим другом Рембо), Джозеф «Джоуї» Данфорт (ще один друг Рембо), Мануель «Локо» Ортега, Пол Месснер, Дельберт Крекгауер, Джузеппе «Greasy Cunt» Коллетта та Ральф Йоргенсон. У події, спогади про яку переслідували Рембо протягом усього його життя, Данфорт загинув на руках Рембо після того, як був смертельно поранений під час вибуху замінованої коробки чистильника взуття, коли їхня частина відпочивала у звільненні.
Під час місії в листопаді 1971 року підрозділ Рембо був зненацька атакований силами Національної армії В'єтнаму. Делмор, Рембо та деякі інші члени групи, що вижили, були захоплені військовими силами північного В'єтнаму поблизу китайсько-в'єтнамського кордону і потрапили в табор військовополонених, де були ув'язнені та піддавалися катуванням багато інших американських військовополонених. Таким чином підрозділ Рембо був знищений, але Делмору та Рембо вдалося втікти з полону в травні 1972 року. За власним бажанням Рембо негайно повернувся до служби. У якийсь момент своєї військової кар'єри він також навчався пілотувати вертольотами. Офіційно Рембо був звільнений з армії 17 вересня 1974 року.
Повернувшись до Сполучених Штатів, Рембо виявив, що багато американських мирних жителів ненавидять солдатів, які повертаються з В'єтнаму, і він стверджував, що він та інші солдати піддаються приниженням з боку антивоєнних «хіпі», які наклеїли на них ярлик «убивці дітей» і виключили їх із суспільства. Його досвід у В'єтнамі та повернення додому призвели до надзвичайного випадку посттравматичного стресового розладу. Водночас, внутрішні питання самоідентичності та рефлексивності призвели до того, що Рембо не втримався і пішов проти суспільства, не зміг врегулювати складну ситуацію «цивілізованим» способом. Ось тут і проливається перша кров.

## Нагороди та відзнаки
Різні спеціальні значки мит також можна побачити на формі «класу А» Рембо, в тому числі:
| Особисті нагороди |                                       |
| Bluebird-colored ribbon with five white stars in the form of an «M». | Медаль Пошани                         |
| | Срібна Зірка                          |
| | Бронзова Зірка                        |
| Width-44 myrtle green ribbon with width-3 white stripes at the edges and five width-1 stripes down the center; the central white stripes are width-2 apart                                  | Похвальна медаль армії                |
| | Хрест льотних заслуг                  |
| | Пурпурове серце                       |
| | Повітряна медаль                      |
| | Нашивка за участь у бойових діях      |
| Блок нагороди |                                       |
| | Президентська відзнака частині        |
| Послужні нагороди |                                       |
| Width-44 white ribbon with width-10 scarlet stripes at edges, separated from the white by width-2 ultramarine blue stripes.                                                                 | Медаль «За видатні заслуги» армії США |
| Width-44 ribbon with width-6 central ultramarine blue stripe, flanked by pairs of stripes that are respectively width-4 emerald, width-3 golden yellow, width-5 orange, and width-7 scarlet | Відзнака за службу в армії            |
| | Солдатська медаль                     |
| Пам'ятні медалі |                                       |
| | Медаль військовополоненого            |
| | Медаль «За службу у В'єтнамі»         |
| | Медаль «За поранення»                 |
| | Медаль «За кампанію у В'єтнамі»       |

| Інші відзнаки |                           |
|               | Значок бойового піхотинця |
|               | Значок льотчика           |
|               | Значок парашутиста        |
|               | Значок влучного стрільця  |

### Військова кар'єра
Медалі та нагороди служби, або згадується в діалозі або відображається на формі Рембо в рамках франшизи Рембо. У «Рембо Готує ніж» видалені сцени з Рембо III, рівномірна «класу А» Рембо можна ясно побачити в його Footlocker з наступними 13 стрічками. Попри те, що його ранг не виявлено, поперечні стрілки спеціального офіцера сил на його мундирі припустити, що він, ймовірно, був офіцером.
Крім того, в цій же сцені, номер соціального страхування Рембо виявлено: 936-01-1758. Проте, Адміністрація соціального забезпечення не видає номер соціального страхування з префіксом 936. Громадяни в Аризоні, рідному штаті Рембо, випускаються ПЛА з префіксів 526—527, 600—601 і 764—765. Ймовірно, це було зроблено, щоб уникнути ймовірність того, що вигадані ПЛА Рембо буде збігатися з реальним живою людиною.
У міру розриву в сюжетній лінії, Рембо Срібні Зірки і Хрест «За видатні заслуги» були відсутні його стрічка стійки, а також Національна медаль оборони і хорошу поведінку медаль, обидва з яких він був би нагороджений.
- Нашивка за участь у бойових діях — ця нагорода насправді для ВМС США, берегової охорони і персоналу морських, він був нагороджений один за операцію спільного обслуговування з USMC 2-го батальйону 3-й морської піхоти в битві Ке-сані 1968. Наступні
- Медаль «За поранення» — ця нагорода є фактично південнов'єтнамського (ARVN) сила медалі і рідко присуджена силами США, навіть якщо вона була вручена військовослужбовцями США, він не буде дозволено носити його на своєму мундир, тому що це в основному іноземної держави зміна Пурпурове серце.

## Фільми про Рембо
| № | Назва                           | Оригінальна назва          | Рік  | Актор              | Дата виходу           | Кошторис    | Касові збори |
| 1 | «Рембо: Перша кров»             | Rambo: First Blood         | 1982 | Сільвестр Сталлоне | 22 жовтня 1982 (США)  | 15 млн. $   | 125 млн. $   |
| 2 | «Рембо: Перша кров, частина II» | Rambo: First Blood Part II | 1985 | Сільвестр Сталлоне | 22 березня 1985 (США) | 44 млн. $   | 300 млн. $   |
| 3 | «Рембо ІІІ»                     | Rambo III                  | 1988 | Сільвестр Сталлоне | 25 травня 1988 (США)  | $63 000 000 | $135 300 000 |
| 4 | «Рембо 4»                       | Rambo                      | 2008 | Сільвестр Сталлоне | 25 січня 2008 (США)   | 50 млн. $   | 155 млн. $   |
| 5 | Рембо: Остання кров             | Rambo: Last Blood          | 2019 | Сільвестр Сталлоне | 20 вересня 2019 (США) | 50 млн. $   | 91.5 млн. $  |

## Появи
Фільми:
- Рембо: Перша кров (1982)
- Рембо: Перша кров II (1985)
- Рембо III (1988)
- Рембо IV (2008)
- Рембо: Остання кров (2019)

Комікси:
- Рембо III, 1988
- Рембо, 1989

Відеоігри:
- Rambo, 1985
- Rambo: First Blood Part II, 1986
- Super Rambo Special, 1986
- Rambo, 1987
- Rambo III, 1988
- Rambo: The Video Game, 2014